# 1145 Robelmonte
1145 Robelmonte là một tiểu hành tinh vành đai chính bay quanh Mặt Trời. Đường kính xấp xỉ 23 km, nó hoàn thành một chu kỳ quay quanh Mặt Trời trong 4 năm. Tiểu hành tinh được phát hiện bởi Eugène Joseph Delporte ngày 3 tháng 2 năm 1929. Nó được đặt theo tên Robelmont, Bỉ, nơi sinh nhà thiên văn học Sylvain Julien Victor Arend. Tên tiểu hành tinh chỉ định là 1929 CC.